# Биляловский сельсовет
Биляловский сельсовет — муниципальное образование в Баймакском районе Республики Башкортостан Российской Федерации.

## История
Указ Президиума Верховного Совета Башкирской АССР от 27 июня 1960 г. № 36-2/78 «О передаче Биляловского сельсовета Абзелиловского района в состав Баймакского района» гласил:
«Передать Биляловский сельсовет Абзелиловского района в составе населенных пунктов Баймурзино, Билялово, Верхне-Тагирово, Кипчаково, Нижне-Тагирово, Кугидель, Семеново, Уметбаево и пос. фермы Суванякского совхоза в состав Баймакского района» (текст по справочнику «История административно-территориального деления Республики Башкортостан (1708—2001). Сборник документов и материалов», Уфа: Китап, 2003. — 536 с. С.308).
Согласно Закону о границах, статусе и административных центрах муниципальных образований в Республике Башкортостан имеет статус сельского поселения.
Его ст. 1, ч. 195 (часть сто девяносто шестая введена Законом РБ от 29.12.2006 № 404-з) постановляет:

195. Изменить границы Биляловского и Темясовского сельсоветов Баймакского района согласно представленной схематической карте, передав деревни Верхнетагирово и Нижнетагирово Биляловского сельсовета в состав территории Темясовского сельсовета.
— gsrb.ru/MainLeftMenu/ZakonoTvorch/Zakoni/125-2004.php
.

## Население
| 2002  | 2009  | 2010  | 2012  | 2013  | 2014  | 2015  |
| ----- | ----- | ----- | ----- | ----- | ----- | ----- |
| 1972  | ↗2192 | ↘1852 | ↘1830 | ↘1817 | ↘1799 | ↘1762 |
| 2016  | 2017  |       |       |       |       |       |
| ↘1746 | ↘1730 |       |       |       |       |       |

## Состав сельского поселения
| № | Населённый пункт | Тип населённого пункта       | Население |
| - | ---------------- | ---------------------------- | --------- |
| 1 | Билялово         | село, административный центр | ↘557      |
| 2 | Семёново         | деревня                      | ↘329      |
| 3 | Уметбаево        | деревня                      | ↘535      |
| 4 | Кугидель         | деревня                      | ↘411      |
| 5 | Баймурзино       | деревня                      | ↘20       |